# Traditionsabzeichen der 26. Panzer-Division

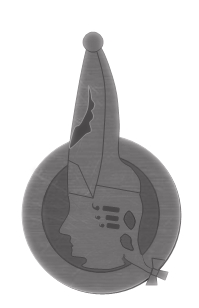
Das Traditionsabzeichen der 26. Panzer-Division in grafischer Darstellung

Das Traditionsabzeichen der 26. Panzer-Division, umgangssprachlich auch Grenadierkopf genannt, war ein internes Truppenabzeichen der gleichnamigen 26. Panzer-Division der deutschen Wehrmacht, das im Oktober 1944 durch eine Genehmigung Adolf Hitlers an der linken Seite der Feld- oder Schirmmütze von den Angehörigen dieser Division getragen werden durfte. Das Divisionsabzeichen erhielt durch diese Genehmigung auch seine offizielle Legitimation. Ein dazu erlassenes Schreiben vom 25. Oktober 1944, welche sich in einem Soldbuch eines Divisionsangehörigen befand, hat folgenden Wortlaut:

„Der Führer und oberste Befehlshaber der Wehrmacht hat entschieden, daß das Traditionsabzeichen der 26.Pz.Div. (Grenadierkopf) – getragen links an der Mütze – beibehalten werden kann.“

Allerdings ist anzunehmen, dass es sich hierbei um eine nachträgliche Trageerlaubnis handelte, dass das Abzeichen irgendwann zwischen dem 14. September 1942, dem Zeitpunkt der Divisionsaufstellung und der Genehmigung im Oktober 1944 entstanden ist. 

## Hintergrund zur Schaffung
Die Entstehung des Abzeichens geht auf einen Streit des künftigen Divisionsabzeichens der 26. Panzer-Division sowie der neuaufgestellten 23. Infanterie-Division (23. ID) zurück. Die 26. Pz.-Div. wurde bei ihrer Aufstellung unter anderem auch mit Restkräften der alten 23. ID aufgefrischt, die in ihrem Divisionsabzeichen den Grenadierkopf getragen hatte und dieses nun für sich beanspruchte. Die Führungsebene der neu aufgestellten 23. ID beharrte jedoch darauf, das Logo ihrer Vorgängerdivision weiterhin nutzen zu dürfen. Die Streitigkeiten über das künftige Divisionsabzeichen nahm so eine große Dimension an, dass Hitler einschreiten musste und durch Führerentscheid beendet wurde. Hitler sprach der neu aufgestellten 23. ID den Grenadierkopf als Divisionsabzeichen zu, allerdings in leicht abgewandelter Form auch der 26. Panzer-Division, deren Form das Traditionsabzeichen bestimmte.

## Aussehen und Beschaffenheit
Das aus Buntmetall hergestellte versilberte Abzeichen der Firma Preissler aus Pforzheim zeigt das Divisionswappen der 26. Panzer-Division, einen antiken Grenadierkopf, der von einer stilisierten Laufrolle eines Panzers umschlossen wird. Das Mittelmedaillon ist je nach Fertigungsvariante durchbrochen oder geschlossen. Die Rückseite ist glatt und zeigt den eingeprägten Namenszug des Herstellers sowie eine senkrecht verlötete Broschiernadel oder nur einfache Biegelaschen aus Aluminium. Die Verleihung des Abzeichens erfolgte mit einer Verleihungsurkunde, die in der Regel durch Generalmajor Eduard Crasemann oder eines Abteilungskommandeurs unterschrieben wurde sowie einem Eintrag in das Soldbuch des Beliehenen. Das Abzeichen wurde nach dem Krieg von der Firma Preissler weiterhin unverändert gefertigt und wurde an einer langen Nadel am Revers zu Traditions- bzw. Regimentstreffen ehemaliger Angehöriger der Division getragen.

## Verleihungsanzahl
Eine exakte Verleihungszahl des Abzeichens ist bisher nicht publiziert worden. Mit Stichtag zum 1. November 1944, also nach der am 25. Oktober 1944 von Hitler erteilten Tragegenehmigung, belief sich die Gesamtstärke der Division auf 13.027 Mann. Somit erscheinen derartige Verleihungsgrößen am wahrscheinlichsten. Allerdings ist davon auszugehen, dass nicht alle Angehörigen der Division das Abzeichen tatsächlich erhalten haben. Zeitgenössische Abzeichen sind selten und werden auf dem heutigen Markt mit mehrerer Hundert Euro gehandelt.